# Sachy
Sachy ist eine französische Gemeinde mit 178 Einwohnern (Stand: 1. Januar 2022) im Département Ardennes in der Région Grand Est. Die Gemeinde gehört zum Arrondissement Sedan und zum Kanton Carignan.

## Geografie
Sachy liegt etwa 17 Kilometer ostsüdöstlich vom Stadtzentrum Sedans in den Argonnen nahe der Grenze zu Belgien. Umgeben wird Sachy von den Nachbargemeinden Escombres-et-le-Chesnois im Norden, Messincourt im Osten und Nordosten, Osnes im Süden und Südosten, Tétaigne im Süden und Südwesten sowie Pouru-Saint-Remy im Westen und Nordwesten.

## Bevölkerungsentwicklung
| 1962                      | 1968 | 1975 | 1982 | 1990 | 1999 | 2006 | 2011 | 2016 |
| ------------------------- | ---- | ---- | ---- | ---- | ---- | ---- | ---- | ---- |
| 132                       | 138  | 119  | 172  | 150  | 162  | 156  | 186  | 185  |
| Quelle: Cassini und INSEE |      |      |      |      |      |      |      |      |

## Sehenswürdigkeiten
- Kirche Saint-Rémi aus dem 18. Jahrhundert

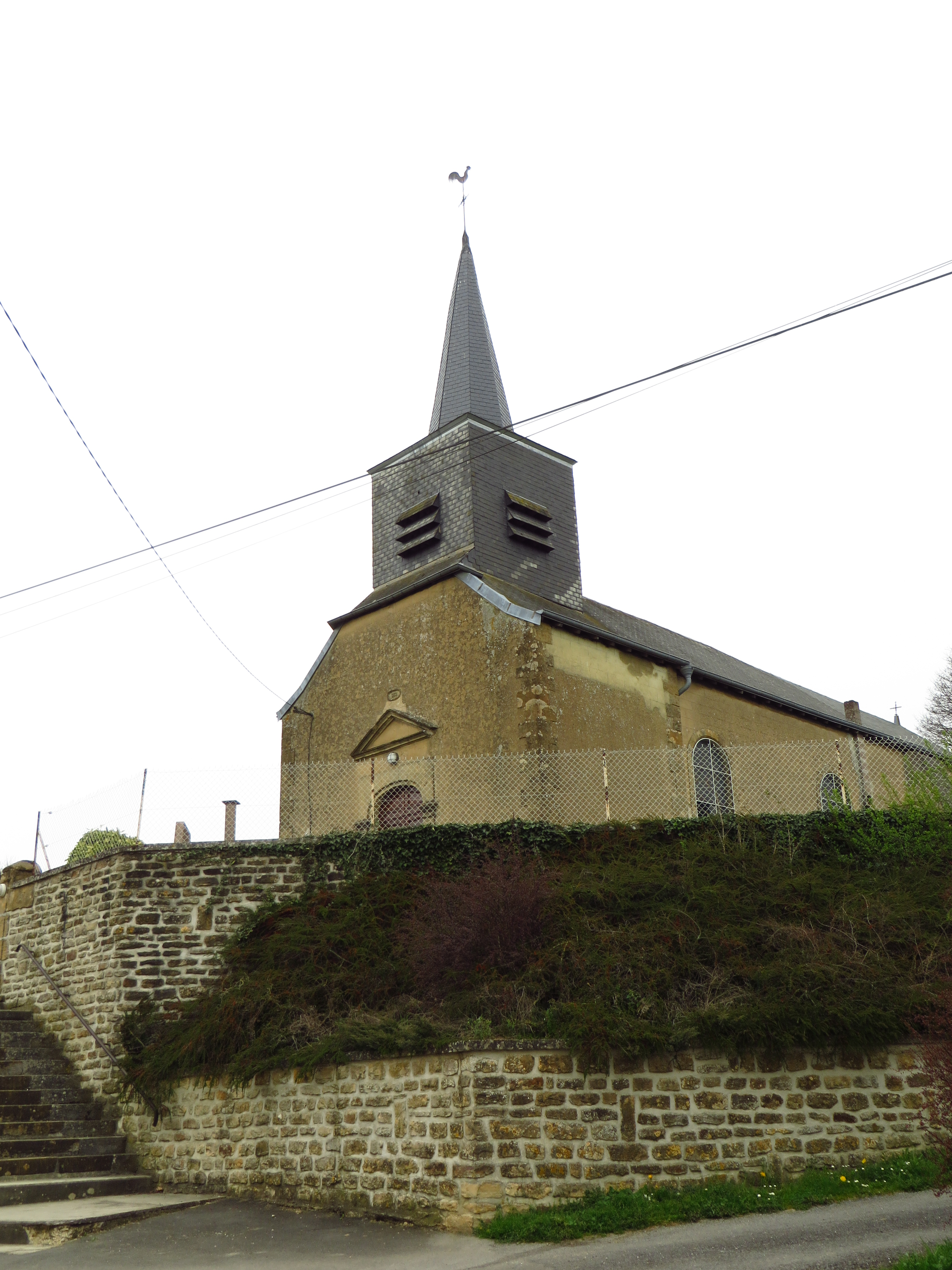
Kirche Saint-Rémi